# Zamarada townsendi
Zamarada townsendi là một loài bướm đêm trong họ Geometridae.